# Кипарово
Кипарово (рос. Кипарово) — присілок в Приморському районі Архангельської області Російської Федерації.
Населення становить 26 осіб. Входить до складу муніципального утворення Заостровське поселення.

## Історія
Від 2004 року входить до складу муніципального утворення Заостровське поселення.

## Населення
| 2002 | 2010 | 2012 |
| ---- | ---- | ---- |
| 12   | ↗20  | ↗26  |